# Korowai (povo)
Os Korowai, também chamados Kolufo, são um povo que vive no sudoeste de Papua Ocidental, próximo a fronteira com a Papua-Nova Guiné. São cerca de 3.000 e  até 1970, é possível que eles não tivessem conhecimento da existência de quaisquer outras pessoas além de si mesmos.

## Língua
A língua korowai pertence à família das línguas Awyu–Dumut (sudoeste Papua) que é parte do filo linguístico Trans-neoguineano. Um missionário e linguista holandês produziu um dicionário e uma gramática da língua korowai.

## Vida
A maioria dos clãs Korowai vive em casas em árvores no seu território isolado. Essas casas ficam a cerca de 10 metros de altura e servem para proteção contra insetos e inundação. Tradicionalmente, também costumavam servir de defesa contra ataques. Além disso, quanto mais alta a casa, mais status a família tem. Desde o início dos anos 80 alguns vieram se mudando para vilarejos recém criados tais como Yaniruma, às margens do rio Becking (área de Kombai–Korowai), Mu, Mbasman (área de Korowai–Citak). Em 1987, outra vila foi criada, Manggél, em Yafufla (1988), depois Mabül às margens do rio Eilanden (em 1989), Khaiflambolüp (em 1998). O absenteísmo é alto, pois há uma distância relativamente longa entre esses assentamentos e as fontes de alimentação (sagu).

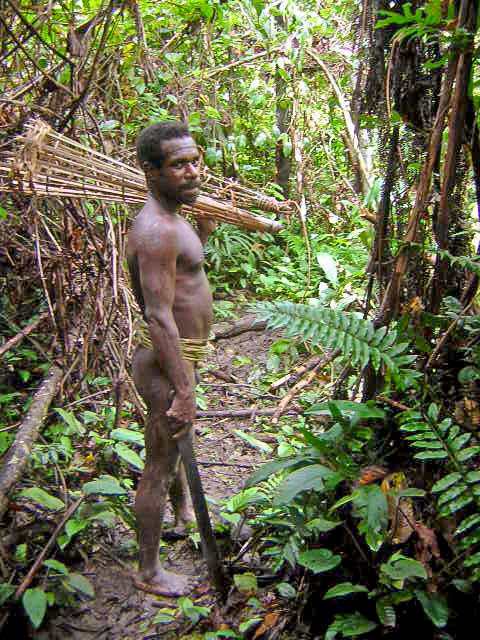
Homem Korawai
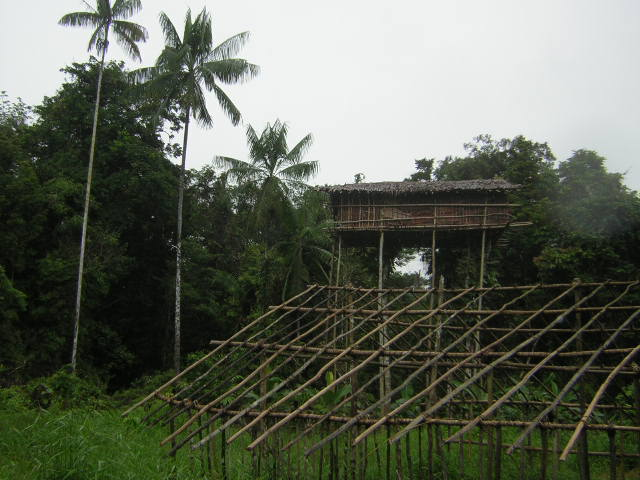
Casas em árvores - povo Korowai em Papua na Nova Guiné indonésia
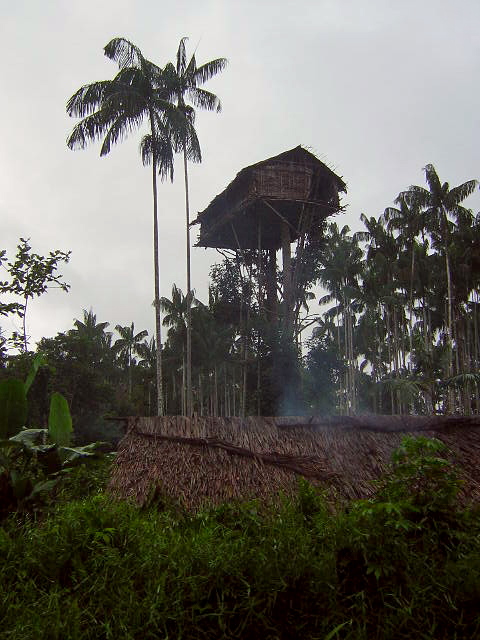
Casas em árvores - povo Korowai em Papua na Nova Guiné indonésia